# Iasenok, Krasnopillea
Iasenok (în ucraineană Ясенок) este un sat în comuna Cerneciciîna din raionul Krasnopillea, regiunea Sumî, Ucraina.

## Demografie
Componența lingvistică a localității Iasenok
     Ucraineană (96,81%)
     Rusă (3,19%)
Conform recensământului din 2001, majoritatea populației localității Iasenok era vorbitoare de ucraineană (96,81%), existând în minoritate și vorbitori de rusă (3,19%).